# Дейв Абруццезе
Дейв Абруццезе — американський музикант, барабанщик рок-гурту Pearl Jam з 1991 по 1994 роки.

## Життєпис
Девід Джеймс Абруццезе народився 17 травня 1968 року в Стемфорді. Він навчався в Мескіті, штат Техас, і там грав на барабанах в шкільному оркестрі. В 1982 році він залишив навчання і зосередився на музичній кар'єрі. Абруццезе захоплювався альтернативним роком і грав в місцевих гуртах Segue, Course of Empire та Dr. Tongue. В кінці вісімдесятих він також працював в магазині для курців канабісу, та мав власне музичне шоу на радіо.
В 1991 році Абруццезе зателефонував знайомий барабанщик Метт Чемберлен, який тимчасово грав в сіетлському гурті Pearl Jam, там запропонував зайняти його місце. Абруццезе погодився та переїхав до Сіетлу. Гурт тільки-но випустив дебютний альбом Ten, і його популярність невпинно зростала разом із вибухом інтересу до сіетлської рок-музики — гранджу. Разом з Pearl Jam Абруццезе записав наступний альбом Vs., багато гастролював, а також виступив на телевізійних шоу MTV Unplugged та Saturday Night Live.
Під час роботи над третьою платівкою Vitalogy відносини Абруццезе з вокалістом Едді Веддером погіршились. Ходили чутки, що Веддер образився на барабанщика бо той штовхнув його цінну гітару, проте Дейв це заперечував Більш правдоподібною причиною було те, що Абруццезе не підтримував інших музикантів, які відмовлялись співпрацювати з компанією Ticketmaster, та насолоджувався атрибутами зіркового життя більше за інших. Кінець кінцем гітарист Стоун Ґоссард повідомив Абруццезе, що гурт почав пошуки нового барабанщика. Майк Маккріді та Джеф Амент намагались «підсолодити пілюлю» для неприємно враженного колеги, і лише Едді Веддер повністю проігнорував Абруццезе. Новим барабанщиком Pearl Jam став Джек Айронс.
Протягом наступних років Дейв Абруццезе продовжував музичну кар'єру. В 1994 році він був музикантом і продюсером альбому Green Romance Orchestra Play Parts I & IV, перевиданого трьома роками пізніше. Окрім цього він співпрацював з техаським гуртом Hairy Apes BMX, Стівом Саласом, Бернардом Фаулером та Джара Гаррісом.
У 2017 році Pearl Jam увійшли до Зали слави рок-н-ролу, але Абруццезе не потрапив до списку номінантів, як і два інших барабанщики — Метт Чемберлен та Джек Айронс. Абруццезе наголосив, що його офіційно не запросили на церемонію, і назвав це «ляпасом». Під час своєї промови Едді Веддер згадав Абруццезе, назвавши його «чудовим барабанщиком» і побажавши йому всього найкращого.

## Дискографія
Pearl Jam
- 1993 — Vs.
- 1994 — Vitalogy
- 2003 — Lost Dogs
- 2004 — Rearviewmirror (Greatest Hits 1991–2003)
- 2019 — MTV Unplugged

Green Romance Orchestra
- 1997 — Play Parts I & V[13]